# Curranemertes natans
Curranemertes natans är en djurart som tillhör fylumet slemmaskar, och som beskrevs av Kirsteuer 1973. Curranemertes natans ingår i släktet Curranemertes och familjen Drepanophoridae. Inga underarter finns listade i Catalogue of Life.